# Scrisoarea celor șase
Scrisoarea celor șase este un document conceput de fostul demnitar comunist de rang înalt Gheorghe Apostol și semnat de alți cinci foști membri marcanți ai Partidului Comunist Român: Alexandru Bârlădeanu, Corneliu Mănescu, Grigore Răceanu, Constantin Pârvulescu și Silviu Brucan. Scrisoarea a fost publicată de posturile de radio BBC și Europa Liberă pe data de 11 martie 1989.
Scrisoarea a criticat politica urmată de regimul lui Nicolae Ceaușescu.
Semnatarii scrisorii au fost foarte repede arestați, interogați și puși în stare de arest la domiciliu.
Cu toate că nu avea un sprijin larg din partea populației, această scrisoare a contribuit la demascarea și căderea sistemului comunist de opresiune.

## Conținutul scrisorii
Din prima frază, petiționarii se proclamă fideli ideilor socialismului pentru care au militat o viață, apoi dau curs temerii că prin gestul lor își riscă „libertatea și chiar viața”. În scrisoare, Ceaușescu este acuzat, rând pe rând, de nerespectarea Actului final de la Helsinki și a Constituției; de sistematizarea satelor; de interzicerea contactelor cu străinii, fără nici un suport legal; de construirea Centrului civic al Capitalei, fără un buget transparent; de deturnarea Securității de la menirea ei de apărătoare a „ordinii socialiste contra claselor exploatatoare”, la cea de instrument de intimidare a membrilor de partid și a intelectualilor cinstiți. Petiționarii mai sunt îngrijorați de instituirea muncii forțate, de violarea corespondenței și de eșecul politicii de planificare. Alte motive ale nemulțumirii lor sunt politica agrară, care a condus la înfometarea populației, emigrația masivă a minorităților din România, prăbușirea prestigiului internațional al țării (fapt demonstrat de închiderea ambasadelor de la București de către Danemarca și Portugalia), retragerea clauzei națiunii celei mai favorizate de către SUA și blocarea relațiilor economice cu Piața Comună. Pentru toate acestea, petiționarii cer: 1) renunțarea la proiectul sistematizării satelor 2) restabilirea garanțiilor constituționale privitoare la drepturile cetățenilor 3) interzicerea exportului de alimente. Arhivat în 5 februarie 2010, la Wayback Machine.

## Reprimarea semnatarilor
În ședința din 13 martie 1989 Comitetul Politic Executiv al CC al PCR a avut pe agendă problema acestui protest. Dezbatere nu s-a făcut, a vorbit aproape în exclusivitate Nicolae Ceaușescu, cu scurte intervenții de aprobare ale soției sale. Ședința a hotărât înăsprirea condițiilor în care cetățenii români puteau întreține legături cu străinii și îi înfiera pe semnatari ca trădători de țară.
Dintre semnatari, Silviu Brucan a fost păzit în cartierul bucureștean Dămăroaia. El l-a acuzat pe Gheorghe Apostol că a cedat presiunilor și i-a trădat pe ceilalți cinci cosemnatari.
Lui Gheorghe Apostol i s-a impus de asemenea domiciliu forțat. Iată ce relata el într-un interviu acordat Agenției Rompres în mai 2003: „A aflat Ceaușescu și a convocat un grup de tovarăși din secretariatul de partid să mă ancheteze și să mă determine să reneg cele ce am scris în scrisoare. Am fost bumbăcit la partid vreo lună de zile. A fost chemată și soția și fiica, să mă convingă să renunț la conținutul scrisorii. Am fost exclus din partid și dat pe mâna Securității. Am fost anchetat din mai 1989 până în decembrie 1989. Eram cu domiciliul forțat, nu aveam voie să vorbesc cu nimeni, nu avea voie să vină nimeni la mine, telefonul era blocat. Mă luau dimineața la ora 8 - 9 și stăteam la închisoarea de la Rahova, până pe la 11 - 12 noaptea”.

## Soarta semnatarilor după 22 decembrie 1989
În 22 decembrie 1989, autorii „Scrisorii celor șase” au fost eliberați din arestul la domiciliu, și au avut "cariere" diferite. Cel mai bine s-a poziționat Silviu Brucan, care chiar pe 22 decembrie a apărut la televiziune, a făcut o declarație de condamnare a vechiului regim și a fost cooptat de Ion Iliescu în noua putere, Consiliul Frontului Salvării Naționale. A devenit „ideologul” noului regim, un personaj cu autoritate și prestigiu. El l-a acuzat pe Gheorghe Apostol, că i-a trădat pe ceilalți semnatari ai Scrisorii, și a blocat toate încercările acestuia de a apărea la TVR sau de a se implica în noile structuri de conducere. În 1998 Apostol a publicat o carte intitulată "Eu și Gheorghiu-Dej" (București, Ediție de Casă, Regie proprie, p. 152). 
Alexandru Bârlădeanu a luat parte la elaborarea Comunicatului către țară al Consiliului FSN și a ajuns președintele Senatului României. Corneliu Mănescu a fost și el membru în CFSN și a fost ales președintele Comisiei de politică externă a Senatului României. Constantin Pârvulescu a apărut la Televiziune, unde și-a împărtășit amintirile legate de „Scrisoarea celor șase” și conflictele sale cu Nicolae Ceaușescu.